# Fulberto de Chartres
Fulberto de Chartres (em latim: Fulbertus Carnotensis; em francês:  Fulbert de Chartres) foi um bispo de Chartres entre 1006 e 1028, onde lecionou na escola catedrática local. Foi o responsável pela criação da festa da Natividade da Virgem (8 de setembro) e por uma das muitas reconstruções da Catedral de Chartres. A maior parte das informações que temos sobre Fulberto estão nas cartas que escreveu entre 1004 e 1028, endereçadas a várias importantes figuras de sua época, seculares e religiosas.

## Vida
Não existem evidências conclusivas sobre a data ou o local do nascimento de Fulberto, com fontes que variam entre 952 e 970. Sobre o local, a maioria indica o norte da França, provavelmente a Picardia, embora algumas citem também o norte da Itália. Todas concordam, porém, que ele era de origem humilde. Várias delas também o colocam na escola catedrática de Reims na década de 980, onde teria estudado com o futuro rei Roberto II da França. Do início para o meio da década de 990, Fulberto chegou à Catedral de Chartres e se envolveu com a escola local. Sua posição é descrita de várias formas, de diretor a assistente. Ele também assumiu algumas funções menores na catedral, mas não era monge. Em 1004, tornou-se diácono e dois anos depois, bispo de Chartres, função que manteve até sua morte em 10 de abril de 1028 ou 1029 (as fontes novamente divergem, mas a maioria aponta 1028). Há alguma disputa, porém, sobre a santidade de Fulberto, que surge da descrição feita por seus contemporâneos sobre sua "natureza santa", um adjetivo que outros utilizaram depois. Contudo, Fulberto jamais foi oficialmente canonizado pela Igreja Católica, mas, por permissão da Santa Sé, sua festa pode ser celebrada nas dioceses de Chartres e Poitiers em 10 de abril.

## Contribuições teológicas
A mudança de milênio ocorrida durante a vida de Fulberto provocou um grande temor de um iminente fim do mundo na Europa ocidental. A veneração da Virgem Maria já estava bem estabelecida na Igreja e Fulberto a utilizava em suas aulas. Com isso, obtinha dois resultados: ajudava a diminuir o temor da população e expandia a devoção mariana (e o lugar de Chartres nela). Chartres já tinha alguma importância por abrigar uma relíquia de Maria, a "Sancta Camisia", uma túnica que já foi descrita de várias formas: seria a que Maria vestia durante a Anunciação ou durante o nascimento de Jesus. Em 911, atribui-se a ela a salvação da cidade, quando, por milagre, teria evitado que os normandos tomassem a cidade. Fulberto incentivou que seus fiéis pedissem a intercessão de Maria com Deus para ajudá-los no iminente apocalipse que eles acreditavam estar se aproximando. O próprio Fulberto teria sido salvo por um destes milagres, quando Maria o curou com uma gota de leite quando estava gravemente doente. Segundo Fulberto, Maria não era apenas a mãe de Jesus, mas também de todos os que acreditavam nela. Todos estes fatores deram a Fulberto o ímpeto de promover a criação de uma festa especial para celebrar o nascimento de Maria.
Para arregimentar o apoio popular, Fulberto escreveu seu famoso sermão, "Approbate Consuetudinis", no qual ele conta os milagres de Maria e traça a linhagem da família de Maria até o rei David. Ele utilizou ainda o simbolismo da Árvore de Jessé para explicar a relação familiar com grandes homens do passado e como fora definido, como descrito nas Escrituras, que ela seria aquela da qual Cristo nasceria. Este sermão levou a diversas mudanças litúrgicas nos séculos seguinte e o próprio sermão (ou variações dele) e os cantos associados a ele tornar-se-iam parte da missa da festa da Natividade de Maria em 8 de setembro. Ao promover a festa, Fulberto teve que demonstrar a importância de Maria e a devoção a ela aumentou muito. Este aumento, por sua vez, foi consolidou a Catedral de Chartres como um centro de devoção mariana e deu ao povo um símbolo espiritual para diminuir o medo do "milênio".

## Reforma eclesiástica
Durante sua época em Chartres, Fulberto teve um papel importante no desenvolvimento e disseminação das ideias que levariam às Reformas Gregorianas no século XI sob o papa Gregório VII. Estas reformas tratavam da divisão de poderes entre a Igreja e os estados, especialmente na nomeação de bispos e abades. No século XI, os governantes seculares tinham o hábito de nomear quem eles achavam melhor para preencher posições vagas na Igreja. Fulberto e alguns de seus alunos, como o abade Alberto de Marmoutier, escreviam rotineiramente que seria função do clero e dos habitantes da diocese envolvida a missão de votar por um substituto. A autoridade para esta opinião havia sido declarada, segundo ele, no Primeiro Concílio de Niceia (325) e no Concílio de Antioquia (264–272). Estas reformas também estabeleciam que a Igreja era responsável por disciplinar o clero e não o estado. Os temas da simonia (a compra de cargos eclesiásticos) e do concubinato dos clérigos também foram tratados por Fulberto. Embora as reformas tenham sido propostas por Gregório VII, as ideias que Fulberto já vinha disseminando podem ser encontradas nela.

## Contribuições arquiteturais
Depois que Catedral de Chartres se incendiou em 1020, Fulberto dedicou todas as suas energias a angariar fundos para a reconstrução, que se completou em 1037, nove anos depois de sua morte. Em 1193, a catedral foi novamente consumida pelo fogo e apenas a cripta, parte da fachada oeste e duas torres sobreviveram (a cripta foi incorporada em todas as reconstruções subsequentes). A construção da catedral gótica atual começou logo em seguida e é nela que podemos observar o resultado da promoção do culto à Virgem por Fulberto. As esculturas à volta dos três portais representam o ciclo da vida de Maria e ela é a figura central do "Portal Real".

## Obras

### Cartas
Das obras que podem com certeza serem atribuídas a Fulberto, a maioria é de cartas. A mais famosa foi endereçada ao duque Guilherme V da Aquitânia sobre os encargos de um senhor e de um vassalo. Ele escreveu ainda a outros clérigos sobre uma variedade de assuntos, incluindo a nomeação de novos bispos, excomunhões e obediência. Suas cartas também incluem correspondências sobre temas mundanos do dia-a-dia como agradecimentos pelo envio de remédios ou para combinar encontros.

### Poemas, hinos e sermões
Fulberto escreveu 24 poemas, descritos ora como humorísticos, como o que trata de um monge no deserto, ora como de amor, como sua "Ode ao Rouxinol".
A maioria de seus hinos foram escritos para glorificar a Virgem Maria, mas há outros, como o "Chorus Novae Jerusalem", que era para ser cantado na Páscoa.
Seu sermão mais famoso chama-se "Approbate Consuetudinis", sobre a importância da celebração da "Festa da Natividade de Maria".